# Stylapterus sulcatus
Stylapterus sulcatus är en tvåhjärtbladig växtart som beskrevs av R. Daklgr.. Stylapterus sulcatus ingår i släktet Stylapterus och familjen Penaeaceae. Inga underarter finns listade i Catalogue of Life.